# Yu (police de caractères)
Pour les articles homonymes, voir Yu.
Yu Gothic ou YuGothic (japonais : 游ゴシック ou 游ゴシック体) et Yu Mincho ou YuMincho (japonais : 游明朝) sont une super famille de polices de caractères japonaise linéale et mincho créée par Jiyu-Kobo. La police linéale est distribuée sous le nom « YuGothic » avec OS X depuis Mavericks et le nom « Yu Gothic » avec Microsoft Windows à partir de Windows Phone 8.1 et Windows 8. La police mincho est distribuée sous le nom « YuMincho » avec OS X et sous le nom « Yu Mincho » avec Windows.